# Андрей Платонов
Андрей Платонов е литературен псевдоним на Андрей Платонович Климентов – руски съветски писател, автор на произведения в жанра съвременен роман, драматург, разказвач, поет, литературен критик, военен кореспондент, инженер.

## Биография и творчество
Климентов е роден на 28 август 1899 г. във Воронеж, Руската империя, в семейство на шлосер. Завършва основно образование. От възраст 15 г. работи като общ работник в застрахователна компания, частно имение, завод, работилница за воденични камъни. Постъпва (1918) да учи електротехника в Техническото железопътно училище във Воронеж, което завършва през 1921 г.
Приема болшевишката революция с ентусиазъм, става член на революционния комитет, пише в списание „Железный путь“ и участва в Гражданската война първо като военен кореспондент, после като помощник машинист и като войник от специалния отряд.
От 1919 г. публикува собствени стихове и очерци във вестници. Издадена е първата му стихосбирка „Синята дълбина“ през 1922 г.
Жени се за учителката Мария Кашитчева през 1921 г. Посвещава ѝ първата си повест „Епифанские шлюзы“. Имат син и дъщеря.
Работи в хидрографския отдел на поземлена комисия (1922). Завършва Воронежкия железопътен политехнически институт (1924). В периода 1923 – 1926 г. работи като инженер хидромелиоратор и по електрификацията на селското стопанство, участва в строителството на 3 електроцентрали.
В периода 1926 – 1927 г. работи в Тамбов. Там пише повестите си „Епифанские шлюзы“, „Город Градов“ и „Эфирный тракт“, сътрудничи на списания „Новый мир“, „Октябрь“, „Молодая гвардия“.
Създава най-добрите си произведения „Изкопът“ и „Чевенгур“ в периода 1927 – 1930 г. „Изкопът“ е антиутопична социална притча, философска гротеска и сурова сатира на Съветския съюз по времето на първата „петилетка“. „Чевенгур“ е утопичен социално-философски роман за развитието на СССР, единственият му изцяло завършен. Иновативни като дух и съдържание, те отразяват утопичния дух на строителството на новото комунистическо общество. Публикувани са едва през 1980-те години.
През 1930-те години пише литературна критика – печата много статии: за Горки, Николай Островски, Юрий Кримов, Чапек, Алдингтън, Хемингуей, Пушкин и др, и по същото време пише пиеси за Централния детски театър.
След публикуването на повестта му „Впрок“ през 1931 г. получава неодобрение лично от Сталин и оттогава започват репресии над творчеството му.
През 1934 г. участва в колективна литературна обиколка на Централна Азия, от която се вдъхновява за разказа си „Такир“, но това отново му носи политическа критика. В следващите години издава разказите „Фро“, „Безсмъртие“, „Третият син“ и др., както и повестта „Река Потудан“.
За хулиганство е арестуван (1938) и осъден синът му, който е освободен от затвора, вече неизлечимо болен от туберкулоза, през 1940 г. Грижейки се за него, самият той се заразява.
По време на Великата отечествена война работи като военен кореспондент на вестник „Красная Звезда“. Освободен е от работа заради заболяването му през 1946 г.
Климентов умира от туберкулоза на 5 януари 1951 г. в Москва, СССР. В негова чест са наименувани улици и културно-образователни учреждения, както и астероид (1981).

## Произведения

### Романи и повести
- Епифанские шлюзы (1926)
- Город Градов (1927)
- Сокровенный человек (1927)
- Эфирный тракт (1927)
- Происхождение мастера (1928)
- Чевенгур (1929)
Чевенгур: Пътешествие с открито сърце, изд.: Профиздат, София (1990), прев. Симеон Владимиров
Чевенгур, изд.: „Дамян Яков“, София (2005), прев. Симеон Владимиров
- Котлован (1930)
Изкопът, изд. „Сонм“, София (2014), прев. Симеон Владимиров
- Бедняцкая хроника (1931)
- Впрок (1931)
- Счастливая Москва (1933 – 1936) – незавършен
Щастливата Москва, сп.: „Факел“, София (1992), прев. Борис Мисирков
- Мусорный ветер (1934)
- Ювенильное море (1934)
Ювенилно море, изд.: Профиздат, София (1987), прев. Симеон Владимиров
- Финист – Ясный Сокол (1947)

### Поезия
- Голубая глубина (1922) – сборник

### Разкази
- Чульдик и Епишка (1920)
- Маркун (1921)
- Антисексус (1926)
- Ямская слобода (1927)
- Песчаная учительница (1927)
Пясъчната учителка, изд.: Народна култура, София (1979), прев. Иванка Васева
- Как зажглась лампа Ильича (1927)
- Государственный житель (1929)
- Усомнившийся Макар (1929)
- Такыр (1934)
Такир, сп.: „Страница“, София (2000), прев. Валери Начев
- Третий сын (1936)
- Река Потудань (1937)
- В прекрасном и яростном мире (1937)
- Фро (1937)
- Июльская гроза (1938)
- Родина электричества (1939)
- Никита (1945)
- Семья Иванова (1946)

### Сборници
- Под небесами родины (1942)
- Одухотворённые люди (1942)
- Рассказы о Родине (1943)
- Броня (1943)
- В сторону заката солнца (1945)

### Пиеси
- Дураки на периферии (1928)
- Шарманка (1930)
- Высокое напряжение (1931)
- 14 красных избушек (1931)
- Волшебное существо (1944)
- Ученик лицея (1948)

### Екранизации
частична филмография
- 1964 Фро
- 1967 Начало неведомого века – по „Родина электричества“
- 1981 Трима братя
- 1981 Механик – по разказа „Старий Механик“
- 1982 Домой! – по разказа „Возвращение“
- 1987 Одинокий голос человека
- 1989 Корова – анимационен филм
- 2007 Отец – по „Возвращение“
- 2017 Юшка